# Tomoyuki Kajino
Tomoyuki Kajino, född 11 juli 1960 i Aichi prefektur, Japan, är en japansk tidigare fotbollsspelare.